# Adva
Adva (engleski: Adwa, talijanski: Adua, amharski: አድዋ) je grad sjevernoj Etiopiji, u Regiji Tigraj. Poznat je po slavnoj odlučnoj Bitci kod Adve, koja se zbila u okolici grada 1896. godine.
Grad leži na Etiopskoj visoravni na nadmorskoj visini od 1907 m, udaljen oko 926 km sjeverno od glavnog grada Adis Abebe.

## Povijest
O Advi je među prvima ostavio zapis Francisco Alvares koji je vodio portugalsku diplomatsku misiju u Etiopiju, on je u kolovozu 1520. prošao kroz Advu, koju je nazvao Kuće svetog Mihovila.
Adva je postala značajna tek nakon uspostave stalne prijestolnice u Gondaru, preko ravnice kod Adve morao je proći svaki putnik s Crvenog mora na putu u Gondar, i dalje u unutrašnjost Afrike. Oko 1700., ona je postala sjedište upravitelja pokrajine Tigraj, te je ubrzo zasjenjenila dotadašnji centar Debarvu, i postala najznačajniji grad u sjevernoj Etiopiji. 
Tad se Adva razvila i kao trgovište, toliko važno da je dobila i nagadrasa, najstarija znana osoba koje je vodila taj ured bio je grčki useljenik Jani iz Adve, brat Petrosa, komornika cara Joasa I. Adva je oko 1800. imala jednu malu koloniju grčkih trgovaca.
Kako se Adva nalazila na važnom karavanskom putu, kroz nju su u 19. st. prošli brojni Europljani (Henry Salt, Samuel Gobat, Mansfield Parkyns, Arnaud i Antoine d'Abbadie, Théophile i Lefebvre) na putu u etiopsku unutrašnjost.
Strateška važnost Adve, došla je do punog izražaja za Prvog talijansko-abesinskog rata - tu se na platou pored grada odigrala odlučujuća Bitka kod Adve 1896. u kojoj je etiopska vojska cara Menelika II. pobijedila talijansku kolonijalnu vojsku.
Talijani su izgradili telegrafsku liniju Asmara-Adis Abeba, koja je prošla kroz Advu 1902. – 1904. Za vrijeme njihove uprave nakon Drugog talijansko-abesinskog rata oni su podigli spomenik svojim palim vojnicima odmah nakon zauzeća grada, već 15. listopada 1935. Grad je oslobodila indijska brigada u sastavu tadašnje britanske afričke armije 12.  lipnja 1941. godine.
Tijekom 1960-ih Adva je izrasla u obrazovno središte kraja. Za vrijeme etiopskog građanskog rata 1978. – 1979., Adva je bila česta meta napada boraca Tigrajskog narodno oslobodilačkog fronta.

## Stanovništvo
Prema podacima Središnje statističke agencije Etiopije -(CSA) za 2005. Adva je imala 42,672 stanovnika, od toga 20,774 muškaraca i 21,898 žena.

## Gradske znamenitosti
Adva ima nekoliko poznatih crkava: Adva Avraja Fird Bet, Adva Gebriel Bet (graditelj dejazmač Volde Gebriel), Adva Marjam Bet (graditelj Ras Anda Hajmanot), Adva Medhane Alem Bet (graditelj Ras Sabagadis), Adva Nigiste Saba Huletenija Dereja Timhirt Bet i Adva Selasije Bet. U blizini je grada nalazi se manastir Aba Garima, osnovan po legendi u 6. stoljeću od jednog od devet etiopskih svetaca, poznat je po svom Evanđelju iz 10. st. Također pored grada nalazi se selo Fremona, koje su u 16. st. koristili isusovci kao svoju bazu za širenje katoličanstva po Etiopiji.

## Poveznice
- Prvi talijansko-abesinski rat